# Le Déchargement de bateaux
Le Déchargement de bateaux és una pel·lícula muda francesa de Georges Méliès, estrenada el 1896, produïda per Théâtre Robert-Houdin. Fou rodada al port de Le Havre. Actualment, la pel·lícula es considera perduda.